# Pau (Francie)
Pau je francouzské město v departementu Pyrénées-Atlantiques, v Nové Akvitánii. Je střediskem oblasti Béarn, bývalého suverénního knížectví. Leží na řece Gave de Pau, nachází se 100 kilometrů od Atlantského oceánu a 50 kilometrů od hranice se Španělskem.  

## Geografie
Město poskytuje pozoruhodný rozhled a výhled na pohoří Pyreneje, zejména z jeho dominanty „Boulevard des Pyrénées“ a také ze svahů Jurançonu. 
Podle Alfonse Lamartina:"Pau má nejkrásnější výhled na zemi, stejně jako Neapol má nejkrásnější výhled na moře."

### Sousední obce
Buros, Montardon, Morlaàs, Bizanos, Idron, Gelos, Jurançon, Lons a Billère.

## Historie

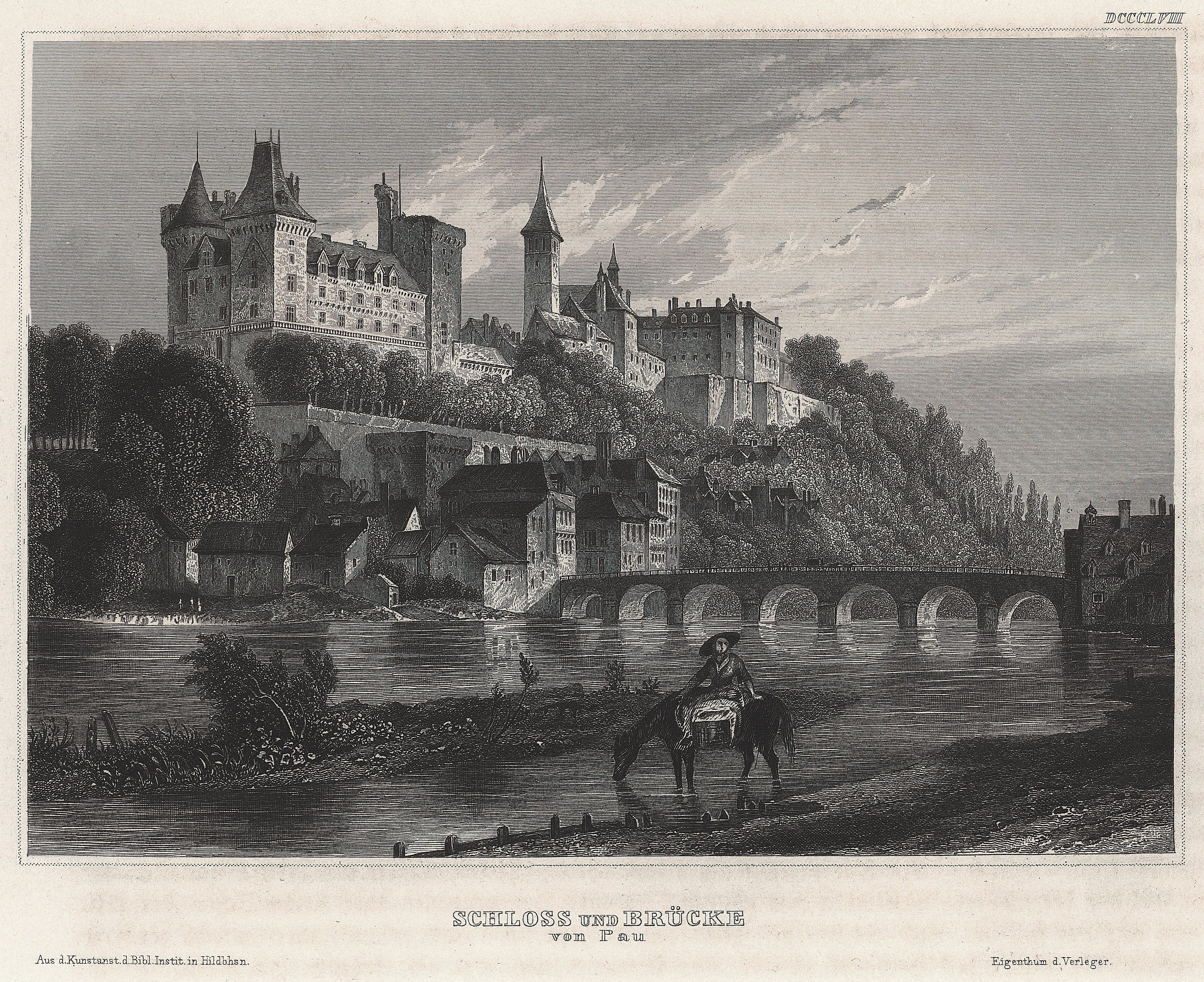
Centrum města s hradem a kostelem v roce 1857

Hlavním město  bývalého suverénního knížectví Béarn, jehož hlavním městem bylo od roku 1464. 
Osídlení místa je doloženo od galo-románské doby. Název dostalo podle palisády, která obklopovala původní hrad.
Hlavním městem knížectví Béarn se stalo v roce 1464 a sídlem králů Navarrské dynastie v roce 1512 po dobytí Pamplony Kastilským královstvím. Pau se stalo předním politickým a intelektuálním centrem za vlády Jindřicha d'Albreta. Ztrátou nezávislosti knížectví Béarn město Pau v roce 1620 ztratilo svůj vliv, ale zůstalo v čele převážně autonomní provincie.  Sídlil zde parlamentu Navarry a Béarn i během Velké francouzské revoluce. 
V období belle époque město prožívalo hospodářský i stavební vzestup,  oživení s velkým přílivem bohatých zahraničních turistů, kteří zde trávili zimu. V téže době se Pau pod vlivem bratří Wrightů stalo jednou ze světových metropolí rodícího se leteckého průmyslu .
S úpadkem cestovního ruchu během 20. století se ekonomika Pau postupně přesunula k leteckému průmyslu a po roce 1951 k petrochemii (po objevení naleziště plynu Lacq)..
V roce 1972 byla založena univerzita Université de Pau et des Pays de l'Adour.

## Vývoj počtu obyvatel
Počet obyvatel

## Památky a turistické cíle
- Hrad Pau z 12. až 14. století

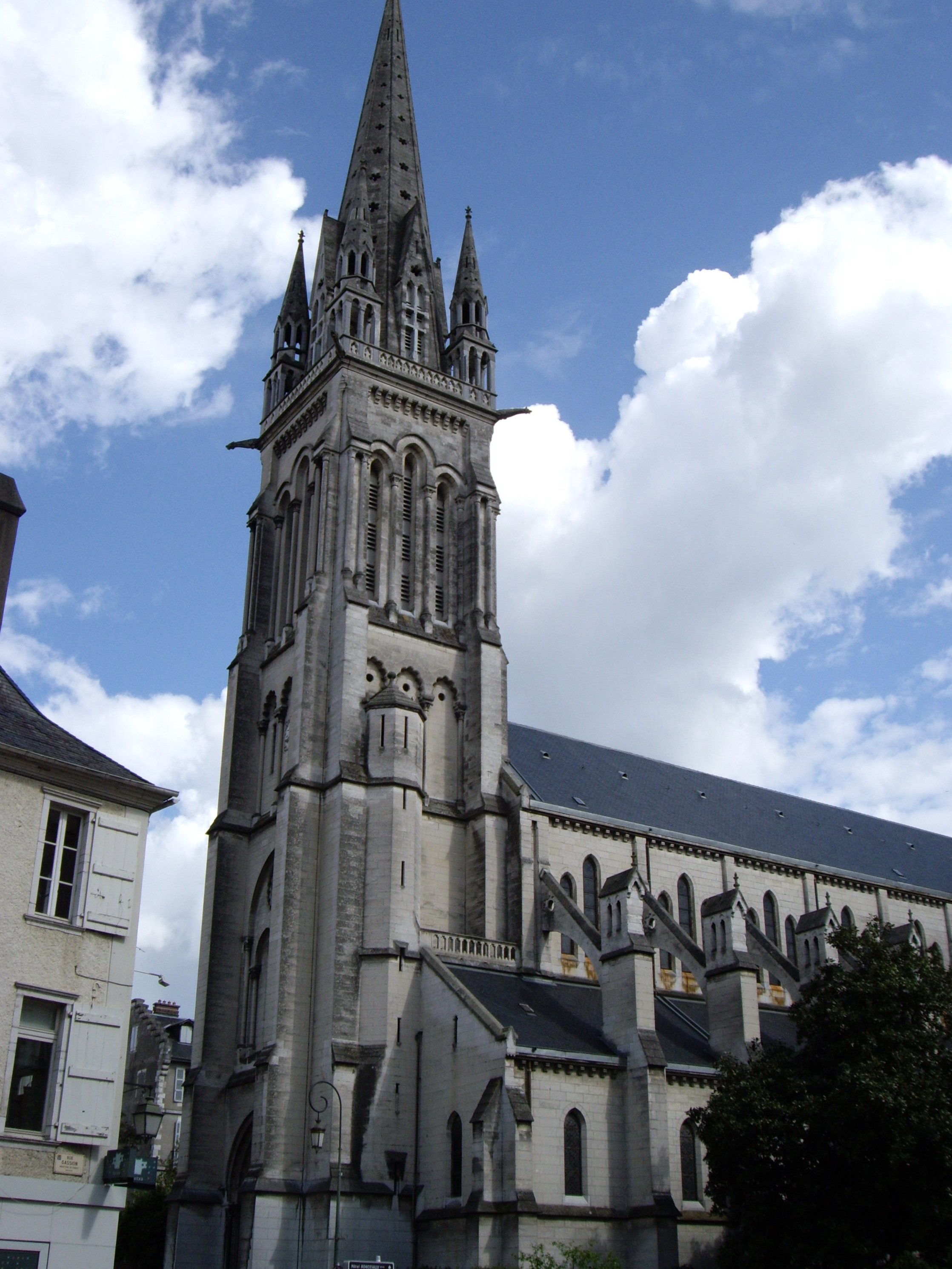
Kostel sv. Martina

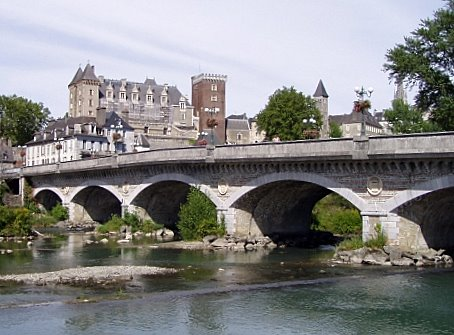
Zámek v pohledu od řeky

- Palác rodiny Beaumontů z konce 19. století
- kostel svatého Martina v neogotickém stylu
- kostel Notre-Dame
- Poutní kostel sv. Jakuba
- Muzeum rodu Bernadotte, z něhož pochází i současný švédský král
- Lanovka

## Slavní rodáci
- François Phébus (1466–1483), navarrský král
- Jeanne d'Albret ( 1528–1572), navarrská královna
- Jindřich IV. Navarrský (1553–1610), navarrský a francouzský král
- Karel XIV. Jan (1763–1844), francouzský maršál, pozdější švédský a norský král
- Abd al-Kádir (1808–1883), alžírský islámský učenec, filosof a mystik,
- Saint-John Perse (pseudonym Alexis Léger) (1887–1975), diplomat a básník, nositel Nobelovy ceny
- Pierre Bourdieu (1930–2002), sociolog a antropolog
- Michel Sogny (* 1947), pianista, skladatel a spisovatel
- Philippe Rombi (* 1968), skladatel
- Tony Estanguet (* 1978), kanoista, olympijský vítěz
- Jérémy Chardy (* 1987), francouzský tenista

## Partnerská města
- Daloa, Pobřeží slonoviny
- Göttingen, Německo
- Kófu, Japonsko
- Mobile, USA
- Pistoia, Itálie
- Setúbal, Portugalsko
- Si-an, Čína
- Swansea, Spojené království
- Zaragoza, Španělsko